# Hispanoameryka
| 50% | 20% | 5% |
| 30% | 10% | 2% |

Hispanoameryka (dawniej także: Ameryka Hiszpańska) – kraje Ameryki Łacińskiej, których mieszkańcy posługują się językiem hiszpańskim, zatem wszystkie oprócz: Brazylii, Gujany, Gujany Francuskiej, Surinamu, Haiti, Belize oraz prawie wszystkich mniejszych wysp na Morzu Karaibskim. W pierwszej połowie XIX wieku z inicjatywy Simona Bolivara zrodził się ruch zwany hispanoamerykanizmem, mający na celu integrację tych krajów. Kraje te mają znaczące podobieństwa kulturowe i religijne między sobą oraz z Hiszpanią, której dawniej były koloniami. W każdym z tych krajów język hiszpański jest językiem urzędowym, zaś katolicyzm jest religią dominującą.